# AGA Unternehmensverband
Im AGA Norddeutscher Unternehmensverband Großhandel, Außenhandel, Dienstleistung e.V. sind überwiegend mittelständische Unternehmen aus Bremen, Hamburg, Mecklenburg-Vorpommern, Niedersachsen und Schleswig-Holstein organisiert.
Der Verband betreut Groß- und Außenhändler sowie unternehmensnahe Dienstleister, z. B. aus den Bereichen Spedition, Logistik, Werbung, Vermarktung, Informationstechnologie, Sicherheit, Gesundheit, Pflege, soziale Dienste sowie Gebäudedienstleister, Ingenieurbüros, Telefonatagenturen und Zeitarbeitsunternehmen.

## Geschichte

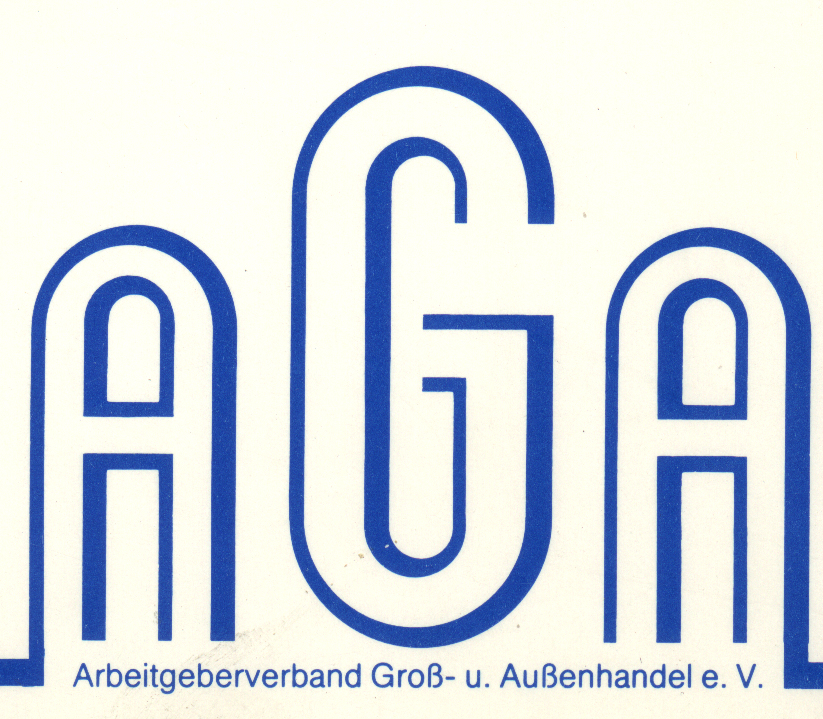
Logo des AGA bis 2001

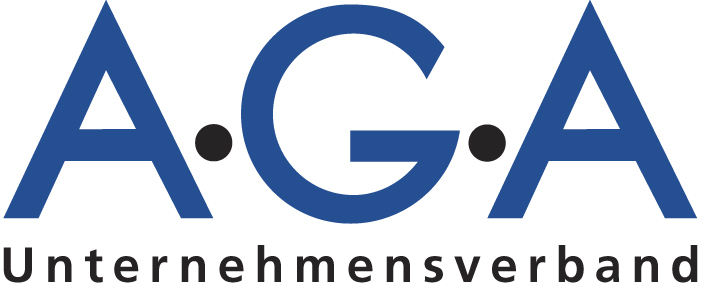
Logo des AGA bis 2010

Die Wurzeln des Vereins reichen bis 1919 zurück. Damals wurde der „Arbeitgeberverband des Großhandels in Hamburg e. V.“ als sozialpolitische Interessenvertretung gegründet. Mit der Machtergreifung der Nationalsozialisten wurden alle Arbeitgeberverbände und Gewerkschaften aufgelöst. Nach dem Zweiten Weltkrieg bildete
sich die „Wirtschaftsvereinigung des Groß- und Außenhandels Hamburg“ (WGA Hamburg). 1949 entstand die „Sozialpolitische und Arbeitsrechtliche Abteilung“ der WGA Hamburg, die für die arbeitsrechtliche Beratung der Mitglieder verantwortlich war und Tarifverträge mit den Gewerkschaften aushandelte. Diese Abteilung erhielt 1954 die uneingeschränkte Selbstständigkeit – der „Arbeitgeberverband des Groß- und Außenhandels e. V.“ war gegründet.
Um die Marke „AGA Unternehmensverband“ im Bewusstsein der Unternehmen und der Öffentlichkeit fester zu verankern, wird im öffentlichen Auftritt und im Schriftverkehr diese Kurzform des Verbandsnamens verwendet.
Neben seiner Hauptgeschäftsstelle in Hamburg unterhält der AGA Büros in Bremen, Hannover, Kiel und Rostock.
Heute sind im Verband über 3500 überwiegend mittelständische deutsche Unternehmen organisiert. In diesen Unternehmen des Handels- und Dienstleistungssektors arbeiten rund 150.000 Beschäftigte.

## Funktionen und Ziele
Der Verband unterstützt mit seinen 40 Mitarbeitern Mitgliedsunternehmen in allen Fragen der Unternehmens- und Personalführung. Er vertritt die branchen- und firmenspezifischen Belange seiner Mitglieder gegenüber Politik, Verwaltung und Öffentlichkeit. Die Argumentation wird dabei durch Fakten aus der Betriebspraxis untermauert, die aus Umfragen bei den Mitgliedsunternehmen gewonnen werden.
Zu den Kernleistungen des Verbandes gehört die arbeitsrechtliche Beratung der Mitgliedsfirmen sowie deren Prozessvertretung. Die Rechtsanwälte des AGA nehmen pro Jahr rund 1200 Termine vor den Arbeitsgerichten wahr.
Ein weiterer Schwerpunkt des Unternehmensverbandes ist die Bildungspolitik. Der Verband setzt sich für eine hochwertige Ausbildung im Groß- und Außenhandel sowie im unternehmensbezogenen Dienstleistungssektor ein und unterstützt seine Mitgliedsfirmen bei der Suche nach qualifizierten Ausbildungsplatzbewerbern.
Der Verband mischt sich politisch ein, wenn es um die Interessen mittelständischer Unternehmen geht – ob Unternehmensfinanzierung, Personalzusatzkosten, Schulpolitik, Bürokratiebelastung oder Unternehmenssteuer. Damit sensibilisiert der AGA die Öffentlichkeit für die Belange des Mittelstands.

## Personen
Der Verband verfügt über ein ehrenamtliches Präsidium und eine Hauptgeschäftsführung. Präsident ist Hans Fabian Kruse, Geschäftsführender Gesellschafter der Wiechers & Helm GmbH & Co. KG. Hauptgeschäftsführer ist Volker Tschirch. Mit im Präsidium ist seit Juni 2021 Anika Biehl, geschäftsführende Gesellschafterin der UMCO GmbH.

## Azubi des Nordens

### Die Preise
Der norddeutsche Ausbildungspreis unter dem Titel Azubi des Nordens wird seit 1998 verliehen. Er wird vom AGA-Unternehmensverband gemeinsam mit dem INW-Bildungswerk Nord jährlich an zwei der jeweils besten Bewerber aus den Branchen Großhandel, Dienstleistung und Einzelhandel vergeben. Der erste Preis mit der Verleihung des Titels Azubi des Nordens ist mit 1000 Euro Preisgeld dotiert, für Platz zwei gibt es 500 Euro. Zudem wird ein mit 1500 Euro dotierter Förderpreis an Azubis vergeben, die während ihrer Ausbildung besondere Herausforderungen bewältigt und dabei herausragendes Engagement gezeigt haben. Für einen zusätzlichen „Publikumspreis, für den über den AGA-Youtube-Kanal geworben wird“, ist ein Preisgeld von 1000 Euro ausgelobt.

### Preisträger
- 2018, Preisübergabe durch Lencke Wischhusen am 25. Oktober des Jahres im RP5 am Raschplatz in Hannover[3]
  - 1. Preis: Anna Zoe Wanka aus Hamburg[3]
  - 2. Preis: Fabian Gisder, Azubi als Veranstaltungskaufmann bei der Acmeo GmbH, Hannover[3]